# تيفتيتين
تيفتيتين هو طبق جزائري تقليدي نشأ في غرداية، مصنوع من اللحم والبهار والتمر.
هو طبق مصنوع من المعكرونة المصنوعة منزلياً، بحجم السباغيتي، أو مقطعة إلى قطع صغيرة. تُغمس هذه المعكرونة في صلصة حمراء مع عصير التمر، حيث تُطهى قطع من لحم الضأن أو الإبل.